# Vigo–Peinador repülőtér
Vigo–Peinador repülőtér (IATA: VGO, ICAO: LEVX) egy belföldi repülőtér Vigo közelében (Spanyolország). A légikikötő 1954-ben nyílt meg. Éves utasforgalma 953 261 fő (2022). Üzemeltetője az AENA.

## Légitársaságok és úticélok
| Légitársaság    | Célállomások                 |
| --------------- | ---------------------------- |
| Air Europa      | Madrid                       |
| Binter Canarias | Gran Canaria, Tenerife–North |
| Iberia          | Madrid                       |
| Iberia Express  | Szezonális: Tenerife–North   |
| Iberia Regional | Bilbao, Madrid, Valencia     |
| Vueling         | Barcelona                    |

## Forgalom
Az utasforgalom az elmúlt években az alábbi módon változott:
| Utasok száma | 840 013 | 1 108 720 | 1 405 968 | 1 093 576 | 828 725 | 680 387 | 954 006 | 1 012 447 | 549 094 | 1 128 578 |
|              | 2003    | 2005      | 2007      | 2010      | 2012    | 2014    | 2016    | 2019      | 2021    | 2023      |

## Kifutópályák
A repülőtér futópályái:
- 01/19 (2385 m, 45 m, aszfalt)